# 철의 처녀

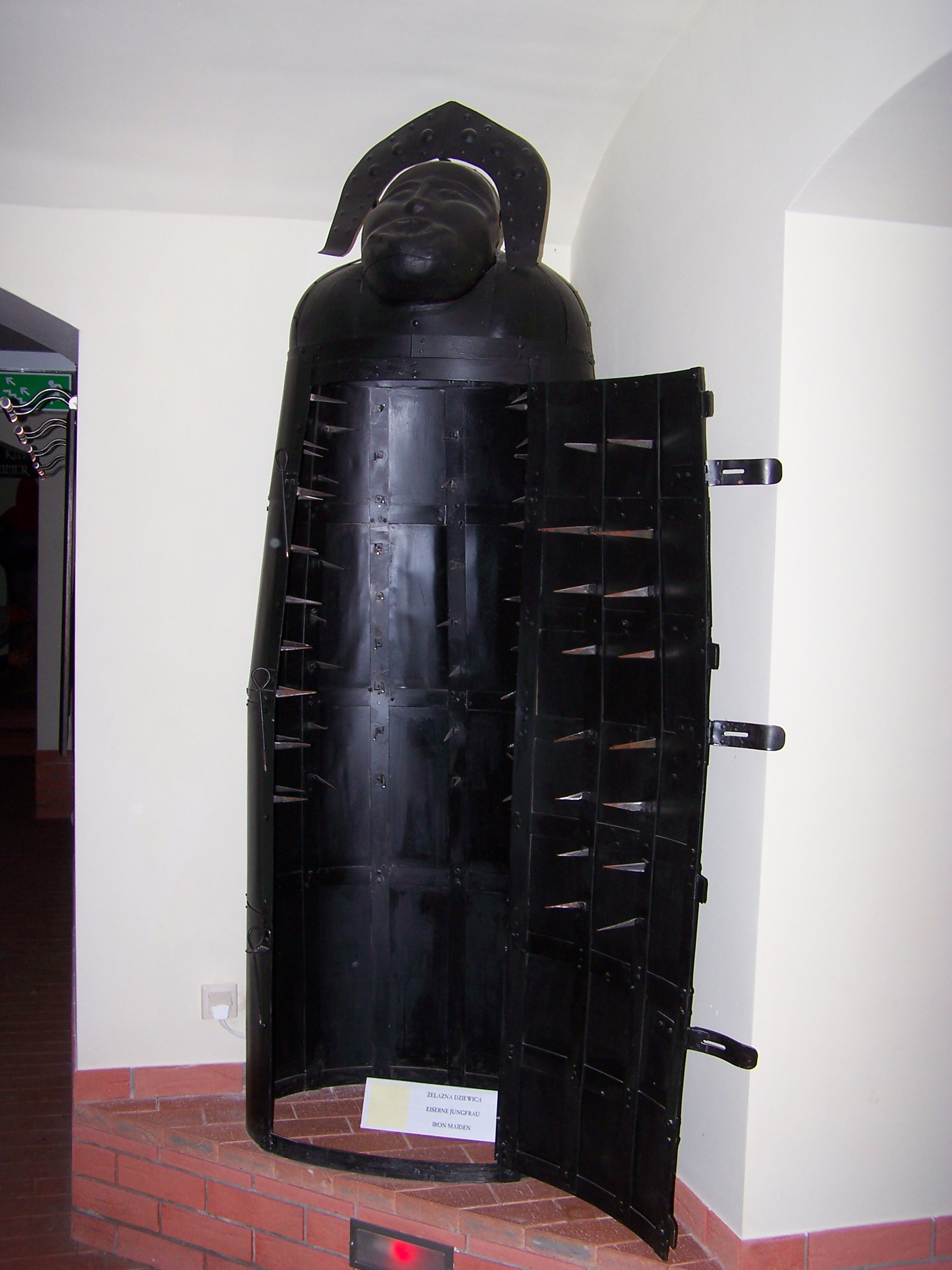

철의 처녀(독일어: eiserne Jungfrau 아이제르네 융프라우[*], 영어: iron maiden 아이언 메이든[*])는 중세 유럽에서 형벌과 고문에 사용되었다고 하는 고문 도구이다. 괴기 요소가 있는 소설 작품에 등장하는 경우가 많다.

## 같이 보기
- 놋쇠 황소